# C'est moi le chef !
Pour les articles homonymes, voir Last Man Standing.
C'est moi le chef ! (Last Man Standing) est une série télévisée américaine en 194 épisodes de 22 minutes créée par Jack Burditt. Elle a été diffusée du 11 octobre 2011 au 31 mars 2017 sur le réseau ABC et au Canada sur Citytv pour les trois premières saisons, puis sur CHCH-DT pour les saisons 4 à 6, puis du 28 septembre 2018 au 20 mai 2021 sur le réseau Fox.
En Belgique, la série est diffusée depuis le 2 février 2013 sur RTL-TVI. En France, les trois premières saisons sont disponibles sur le service Fox Play depuis le 1er septembre 2017 puis les saisons 4 et 5 ont été proposées le 1er janvier 2018 et ensuite la saison 6 le 21 juin 2018 sur cette même plateforme. Elle reste inédite en Suisse et au Québec.

## Synopsis
Mike Baxter est un heureux père de famille et un directeur marketing dans un magasin de sport à Denver, dans le Colorado. C'est également un homme vivant dans un monde dominé par les femmes en particulier dans sa maison avec sa femme et ses trois filles, dont l'une est une mère célibataire.

## Distribution

### Acteurs principaux
- Tim Allen (VF : Michel Papineschi) : Mike Baxter
- Nancy Travis (VF : Martine Irzenski) : Vanessa Baxter
- Molly Ephraim (saisons 1 à 6) puis Molly McCook (saisons 7 à 9) (VF : Anouck Hautbois) : Amanda Elaine « Mandy » Baxter
- Kaitlyn Dever (VF : Leslie Lipkins) : Eve Baxter
- Alexandra Krosney (saison 1) puis Amanda Fuller (saisons 2 à 9) (VF : Audrey Sablé) : Kristin Beth Baxter
- Jordan Masterson (en) (VF : Philippe Ariotti) : Ryan Vogelson, père de Boyd
- Christoph Sanders (VF : Hervé Grull) : Kyle Anderson
- Flynn Morrison (fy) (VF : Sophie Froissard) : Boyd Baxter
- Jonathan Adams (VF : Thierry Desroses) : Chuck Larabee, voisin de Mike et Vanessa (à partir de la saison 4)
- Hector Elizondo (VF : François Jaubert) : Edward « Ed » Alzate

### Acteurs récurrents
- Evan et Luke Kruntchev : Boyd Baxter, fils de Kristin (bébé, saison 1)
- Robert Forster (VF : Philippe Ariotti) : Bud Baxter, père de Mike
- Danielle Bisutti (en) (VF : Rafaèle Moutier) : Michelle, voisine et meilleure amie de Vanessa
- Erika Alexander (VF : Annie Milon) : Carol Larabee, voisine de Mike et Vanessa

- Jordan Masterson (en) (VF : Philippe Ariotti) : Ryan Vogelson, père de Boyd (à partir de la saison 2)

Version française
- Société de doublage : Synchro-France (saison 1) et Libra Films (saisons 2-9) [7],[8]
- Direction artistique : Antoine Nouel[7],[8]
- Adaptation des dialogues : Pascale Gatineau, Gilles Gatineau, Rémi Jaouen, Nathalie Castellani, Laëtitia Benrejdal et Caroline Gere[7]

 Source et légende : version française (VF) sur RS Doublage et Doublage Séries Database

## Production

### Développement
Le 13 mai 2011, le réseau ABC annonce la commande de la série.
Le 11 mai 2012, la série a été renouvelée pour une deuxième saison de 18 épisodes.
Le 10 mai 2013, la série a été renouvelée pour une troisième saison de 22 épisodes.
Le 11 mai 2014, ABC renouvelle la série pour une quatrième saison de 22 épisodes.
Le 10 mai 2015, la série a été renouvelée pour une cinquième saison.
Le 13 mai 2016, la série a été renouvelée pour une sixième saison.
Le 10 mai 2017, la série est annulée par la chaîne. Un mois plus tard le 14 juin, la production a approché la chaîne CMT pour reprendre la série, mais n'a pas abouti.
Le 3 mai 2018, le réseau Fox a été approché pour reprendra la série pour une septième saison. Elle a été officiellement commandée une semaine plus tard. Elle sera diffusée dans la case qu'elle occupait sur ABC, soit celle du vendredi 20 h, à l'automne 2018.
Le 18 avril 2019, la série est renouvelée pour une huitième saison, pour la saison 2019-2020.
Le 19 mai 2020, la série est renouvelée pour une neuvième saison, pour la saison 2020-2021, qui sera la dernière.

### Casting
Dès la deuxième saison, le rôle de Kristin tenu par Alexandra Krosney est recasté et remplacé par Amanda Fuller, alors que Flynn Morrison (fy) est engagé pour le rôle de son fils de 5 ans, précédemment tenu par des jumeaux.
Dès la quatrième saison, Jonathan Adams est promu à la distribution principale après avoir été récurrent durant les deux saisons précédentes.

## Épisodes
| Saison | Saison | Épisodes | Diffusion originale | Diffusion originale | Réseau |
| Saison | Saison | Épisodes | Début de saison     | Fin de saison       | Réseau |
| ------ | ------ | -------- | ------------------- | ------------------- | ------ |
|        | 1      | 24       | 11 octobre 2011     | 8 mai 2012          | ABC    |
|        | 2      | 18       | 2 novembre 2012     | 22 mars 2013        | ABC    |
|        | 3      | 22       | 20 septembre 2013   | 25 avril 2014       | ABC    |
|        | 4      | 22       | 3 octobre 2014      | 17 avril 2015       | ABC    |
|        | 5      | 22       | 25 septembre 2015   | 22 avril 2016       | ABC    |
|        | 6      | 22       | 23 septembre 2016   | 31 mars 2017        | ABC    |
|        | 7      | 22       | 28 septembre 2018   | 10 mai 2019         | FOX    |
|        | 8      | 21       | 2 janvier 2020      | 30 avril 2020       | FOX    |
|        | 9      | 21       | 3 janvier 2021      | 20 mai 2021         | FOX    |

### Première saison (2011-2012)
1. Papa Poule (Pilot)
2. Sécurité Bébé (Last Baby Proofing Standing)
3. Scandale à la crêche (Grandparents Day)
4. Un Halloween mouvementé (Last Halloween Standing)
5. Vive la mixité ! (Co-Ed Softball)
6. Bon flic,méchant flic (Good Cop, Bad Cop)
7. Attention alarme (Home Security)
8. Les Règles de la maison  (House Rules)
9. Devine qui vient diner ce soir ! (Guess Who's Coming to Dinner)
10. La Trêve de Noël (Last Christmas Standing)
11. La Passion de Mandy (The Passion of the Mandy)
12. Le Pro de la pêche (Moon Over Kenya)
13. Filles à papa (Take Your Daughter to Work)
14. Les Deux font la paire (Odd Couple Out)
15. Esprit es-tu là ? (House of Spirits)
16. L'Arbre de la discorde (Tree of Strife)
17. Adrénaline (Adrenaline)
18. Baxter et fils (Baxter & Son)
19. La Cloche a sonné (Ding Dong Ditch)
20. La Faute aux animaux (Animal Wrongs)
21. Une équipe de choc (Wherefore Art Thou, Mike Baxter)
22. Tension paternelle (This Bud's For You)
23. Sous les feux des projecteurs (The Spotlight)
24. Argent (re)trouvé (Found Money)

### Deuxième saison (2012-2013)
La deuxième saison a changé de case horaire pour le vendredi soir et a été diffusée du 2 novembre 2012 au 22 mars 2013.
1. Élections présidentielles (Voting)
2. Balle aux prisonniers (Dodgeball Club)
3. Clichés et ballon rond (High Expectations)
4. Quand Ed rencontre son ex (Ed's Twice Ex-Wife)
5. Tremblement de mère (Mother Fracker)
6. Le Cycle de la vie (Circle of Life)
7. Comment zigouiller Noël (Putting a Hit on Christmas)
8. Ève la rebelle (Bullying)
9. La Belle architecte (Attractive Architect)
10. Aide ménagère (The Help)
11. Sous le drapeaux de Baxter (Mike's Pole)
12. Le Petit ami idéal (Quarterback Boyfriend)
13. B comme Baxter (What's in a Name?)
14. Hommage à Buffalo Bill (Buffalo Bill Day)
15. L'Art de faire le mur (Breaking Curfew)
16. Cours particuliers (Private Coach)
17. La Loi du plus fort (The Fight)
18. Mandy va à la fac (College Girl)

### Troisième saison (2013-2014)
Elle a été diffusée du 20 septembre 2013 au 25 avril 2014.
1. Multiculturalisme (Back to School)
2. Leçons de conduite (Driving Lessons)
3. Étudiante, mode d'emploi (Pledging)
4. Ryan contre John Baker (Ryan v. John Baker)
5. Boyd fête Halloween (Haunted House)
6. Votez larabee ! (Larabee for School Board)
7. Neige et concurrence (Shoveling Snow)
8. Vanessa pistonne Kyle (Vanessa Fixes Kyle)
9. Thanksgiving (Thanksgiving)
10. La Fessée (Spanking)
11. La Magie de Noël (Elfie)
12. Ève contre la tyrannie (All About Eve)
13. Hyperactif (Breaking Boyd)
14. Un nouveau nom pour l'école de Boyd (Renaming Boyd's School)
15. Le Taser (Tasers)
16. Muffin l'étalon (Stud Muffin)
17. Le Petit copain d'Eve (Eve's Boyfriend)
18. Le Projet de Mandy (Project Mandy)
19. Peau de vache (Hard-Ass Teacher)
20. Troisième âge (Parenting Bud)
21. Avril viendra (April, Come She Will)
22. Rodéo de mouton (Mutton Busting)

### Quatrième saison (2014-2015)
Elle a été diffusée du 3 octobre 2014 au 17 avril 2015.
1. Star du football (Here’s the Kicker)
2. Jeux de guerre (War Games)
3. Redécouvrez l'Amérique (Rediscover America)
4. L'Effondrement de terrain (Sinkhole)
5. Nouvelle carrière (School Merger)
6. Mike conseille Mandy (Mike Advises Mandy)
7. Anti-vaccinc (Big Shots)
8. Le Goût du risque (Risky Behavior)
9. Une idée lumineuse (Changing Light Bulbs)
10. Gibier sauvage (Outdoor Man Grill)
11. Mariage et tradition (Wedding Planning)
12. Helen Potts (Helen Potts)
13. Mike embauche Chuck (Mike Hires Chuck)
14. Première rupture (Eve's Breakup)
15. Big Brother (Big Brother)
16. Trois dimanches (Three Sundays)
17. L'Ami de Kyle (Kyle's Friend)
18. La Fête de Mandy (Mandy's Party)
19. Le Stage d'été (Summer Internship)
20. L'Inauguration (Restaurant Opening)
21. Vanessa l'entremetteuse (Vanessa Fixes Up Eve)
22. Papa chéri (Daddy Dearest)

### Cinquième saison (2015-2016)
Elle a été diffusée du 25 septembre 2015 au 22 avril 2016 sur ABC, aux États-Unis.
1. Avis de tempête (The Wolf Returns)
2. Boyd goûte à la liberté (Free Range Parents)
3. Le Match de ping-pong (Ping-pong)
4. L'Éducation de Boyd (Educating Boyd)
5. Joe le mécano (The Road Less Driven)
6. Hallowen (Hallowen)
7. Double casquette (The Dad Hat)
8. Cammy s'incruste (The Big Sleepover)
9. La Liste de Thanksgiving (The Gratitude List)
10. L'Entraîneur (The Puck Stops Here)
11. Le Noël de Vanessa (Gift of the Wise Man)
12. La Course annuelle (Polar Run)
13. La Mécanique du cœur (Mike and the Mechanics)
14. La Bague de fiançailles (The Ring)
15. Prêt ou pas prêt ? (Home Sweet Loan)
16. Le Groupe d'Eve (Eve's Band)
17. Un char-mant hobby (Tanks for the Memories)
18. Le Mini chalet (He Shed She Shed)
19. Outdoor Woman (Outdoor Woman)
20. Le Tatouage (Tattoo)
21. Conseils matrimoniaux (The Marriage Doctor)
22. Mandy brûle les étapes (The Shortcut)

### Sixième saison (2016-2017)
Elle a été diffusée du 23 septembre 2016 au 31 mars 2017 sur ABC, aux États-Unis.
1. Papa ours (Papa Bear)
2. Météo du match : douche froide (Gameday Forecast: Showers)
3. Pas de fumée sans feu (Where There's Smoke, There's Ire)
4. Les 10 ans de Boyd (Boyd Will Be Boyd)
5. Maudit Halloween (Trick or Treat)
6. Le Monde réel (A New Place for One of Our People)
7. Le Mariage de Kyle et Mandy (Bridezilla vs. The Baxters)
8. La Voiture de mon père (My Father the Car)
9. Le Discours (Precious Snowflakes)
10. Cherche travail désespérément (Help Wanted)
11. Mon nom est Rob (My Name Is Rob)
12. Trois sœurs (Three Sisters)
13. Le Musée des explorateurs (Explorers)
14. Trop plein d'amour (A House Divided)
15. Les Bricoleurs (The Fixer)
16. L'Académie de l'Air Force (The Force)
17. La bibliothèque partagée (The Friending Library)
18. Crise de foi (Take Me to Church)
19. Soutien à domicile (House of Tutor)
20. De quoi je me mêle ? (Heavy Meddle)
21. L'Héritage (de Kyle) (Bad Heir Day)
22. Kickboxing (Shadowboxing)

### Septième saison (2018-2019)
Elle est diffusée du  28 septembre 2018 au 10 mai 2019 sur le réseau Fox.
1. Bienvenue ! (Welcome Baxter)
2. Le vrai Bud (Man vs. Myth)
3. Changement de propriétaire (Giving Mike the Business)
4. Le maestro des canulars (Bride of Prankseinstein)
5. Vol au dessus d'un nid vide (One Flew Into the Empty Nest)
6. Telle mère telle fille (The Courtship of Vanessa's Mother)
7. Changement de carrière (Dreams vs Reality)
8. La plainte (HR's Rough n'Stuff)
9. Un cadeau pour Ed (The Gift of the Mike Guy)
10. Road trip à trois (Three for the Road)
11. Le test d'ADN (Common Grounds)
12. Déconnexion (Cabin Pressure)
13. Noces d'argent (The Best Man)
14. Le nerf de la guerre (Sibling Quibbling)
15. Un capitaliste en herbe (Arrest Her Development)
16. Leçon de maturité (Urban Exploring)
17. Cartes sur table (Cards on the Table)
18. Les vieux tourtereaux (The Passion of Paul)
19. La Passion de Paul (Otherwise Engaged)
20. Elle déchire (Yass Queen)
21. Le poème (The Favourite)
22. Quitter le nid (A Moving Finale)

### Huitième saison (2020)
Elle est diffusée du le 2 janvier au 30 avril 2020 sur le réseau Fox.
1. Vol au dessus d'un nid vide {No Parental Guidance}
2. C'est pas moi le Chef !  {Wrench Works}
3. Passe-Temps {Yours, Wine and Ours}
4. Sexo Spécifique ou pas {You've Got Male Or Female}
5. Le Bureau {The Office}
6. Dieu VS Mike {Mysterious Ways}
7. Fais Dodo {A Bedtime Story}
8. Le marié disparu {Romancing the Stone}
9. Des Filles Roche and Roll {Girls Rock}
10. Directrice de campagne {Break Out Campaign}
11. Apprentie capitaliste {Baked Sale}
12. Cupidon Baxter {I'm Play with Cupid}
13. Le premier examen de Kyle {Student Doubt}
14. Le festival des pêcheurs {This Too Shall Bass}
15. Le concours de Chili {Chili Chili Bang Bang}
16. La petite candidate qui monte qui monte {Along Came A Spider}
17. Le changement a du bon {Keep the Change}
18. Garage Band {Garage Band}
19. Gagner à tout prix {The Big LeBaxter}
20. Mike et les Gee Geeks {Extra sensorial deception}
21. Week-end en famille {How do you like them, pancakes ?}

### Neuvième saison (2021)
Cette saison de 21 épisodes, qui sera la dernière, est diffusée depuis le 3 janvier 2021 sur le réseau Fox. Elle fait un saut de 3 ans dans le temps, dans un monde post-pandémie de Covid-19 aux États-Unis.
1. Le temps file {Time Flies}
2. Papa Bricolo  {Dual Times}
3. Mike le mentor {High on Corporate Ladder}
4. Le retour de Jen {Jen Again}
5. Compétition Bienveillante ? {Outdoor Toddler}
6. Joe Lapinou et son héritage {A Fool and His Money}
7. Échange de bons procédés {Pre School Confidential}
8. Savoir s'occuper de ses affaires' {Lost and Found}
9. Au grill, c'est pas le Pérou {Grill and the Mist}
10. Privé de viande {Meatless}
11. Je ne veux pas vieillir ! {Granny Nanny}
12. Accouchement à domicile {Midwife Crisis}
13. Passation de pouvoir {Your Move}
14. Dînette et Homélie {Eve's Two Nieces}
15. Figures paternelles {Butterfly Effects}
16. Question d'éducation {Parent-Normal Activity}
17. Amour et négociation {Love & Negotiation}'
18. Question de souplesse {Yoga & Boo Boo}
19. Passion commune {Murder She Wanted}
20. La leçon de camping {Baxter Boot Camp}
21. La fin d'une ère {Keep On Truckin}

## Audiences

### Aux États-Unis
Le mardi 11 octobre 2011, l’épisode pilote de la série est diffusé sur ABC. Il réalise un très bon démarrage en touchant 12,93 millions de téléspectateurs, et en réalisant un taux de 3,4 % sur les 18/49 ans, la cible prisée des annonceurs américains. Ensuite les épisodes se stabilisent au-dessus des 8 millions de téléspectateurs pour réunir en moyenne 8,60 millions de téléspectateurs lors de sa première saison.
La deuxième saison de la série est lancée le vendredi 2 novembre 2012, réalise un retour satisfaisant en réunissant 8,07 millions de téléspectateurs et un taux de 2,0 % sur les 18/49 ans. Ensuite les audiences se stabilisent autour des 7 millions de téléspectateurs pour réunir en moyenne 6,9 millions de téléspectateurs pour cette saison 2.
Lors de son retour pour une troisième saison, la série réunit 6,67 millions de téléspectateurs et réalise un taux de 1,5 % sur la cible fétiche des annonceurs, soit le plus faible démarrage de la sitcom à ce jour. En moyenne la saison a rassemblé 6,3 millions de téléspectateurs, soit une perte de 600 000 fidèles par rapport à la saison précédente.
La quatrième saison débute le 3 octobre 2014 et réunit 6,91 millions de téléspectateurs avec un taux de 1,3 % sur les 18/49 ans, soit un démarrage supérieur à la saison 3 sur le public global mais en baisse sur les 18/49 ans. Pour ensuite réunir en moyenne 6,8 millions de téléspectateurs, soit un regain de 500 000 téléspectateurs sur 1 an.
Le 25 septembre 2015, la cinquième saison revient en retrait devant 6,27 millions de fidèles et 1,1 % sur la cible commerciale. La cinquième saison a reunit en moyenne 6,7 millions de fidèles soit une baisse de 100 000 fidèles par rapport à la saison précédente.
| Saison | Nombre d'épisodes | Jour et heure de diffusion | Diffusion originale sur ABC | Diffusion originale sur ABC | Année     | Audience moyenne (en millions) | Audience moyenne (en millions) | Audience moyenne (en millions) |
| Saison | Nombre d'épisodes | Jour et heure de diffusion | Début de saison             | Fin de saison               | Année     | Première                       | Finale                         | Moyenne                        |
| ------ | ----------------- | -------------------------- | --------------------------- | --------------------------- | --------- | ------------------------------ | ------------------------------ | ------------------------------ |
| 1      | 24                | Mardi 20 h                 | 11 octobre 2011             | 8 mai 2012                  | 2011–2012 | 12.93                          | 6.62                           | 8.60                           |
| 2      | 18                | Vendredi 20 h              | 2 novembre 2012             | 22 mars 2013                | 2012-2013 | 8.07                           | 7.84                           | 6.90                           |
| 3      | 22                | Vendredi 20 h              | 20 septembre 2013           | 25 avril 2014               | 2013–2014 | 6.67                           | 6.10                           | 6.30                           |
| 4      | 22                | Vendredi 20 h              | 3 octobre 2014              | 17 avril 2015               | 2014–2015 | 6.91                           | 6.16                           | 6.80                           |
| 5      | 22                | Vendredi 20 h              | 25 septembre 2015           | 22 avril 2016               | 2015-2016 | 6.27                           | 5.94                           | 6.70                           |
| 6      | 22                | Vendredi 20 h              | 23 septembre 2016           | 31 mars 2017                | 2016-2017 | 5.95                           | 6.06                           | 6.40                           |